# Preston E. Peden

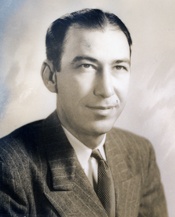
Preston E. Peden

Preston Elmer Peden (* 28. Juni 1914 in Duke, Jackson County, Oklahoma; † 27. Juni 1985 in Walnut Creek, Kalifornien) war ein US-amerikanischer Politiker. Zwischen 1947 und 1949 vertrat er den siebten Wahlbezirk des Bundesstaates Oklahoma im US-Repräsentantenhaus.

## Werdegang
Preston Eden kam 1920 nach Altus in Oklahoma, wo er die öffentlichen Schulen besuchte. Danach studierte er bis 1939 an der University of Oklahoma in Norman unter anderem Jura. Nach seiner 1939 erfolgten Zulassung als Rechtsanwalt begann er in Altus in seinem neuen Beruf zu arbeiten. Von 1939 bis 1942 war er juristischer Vertreter des Versicherungsausschusses von Oklahoma. Während des Zweiten Weltkriegs diente er in der US-Armee, in der er bis 1946 bis zum Hauptmann aufstieg. Für seine militärischen Leistungen wurde er mit dem Bronze Star ausgezeichnet.
Politisch war Peden Mitglied der Demokratischen Partei. 1946 wurde er in das US-Repräsentantenhaus in Washington, D.C. gewählt, wo er am 3. Januar 1947 Victor Wickersham ablöste. Da er 1948 von seiner Partei nicht mehr nominiert wurde, konnte Peden bis zum 3. Januar 1949 nur eine Legislaturperiode im Kongress absolvieren. Nach dieser Zeit war er 1949 administrativer Mitarbeiter in einen Kongressausschuss, der sich mit der Verwaltung des öffentlichen Landes befasste. Zwischen 1950 und 1952 war er Berater des Ausschusses für innere und insulare Angelegenheiten. Von 1954 bis 1980 war Peden Abteilungsleiter der Chicago Association of Commerce and Industry. Danach zog er sich in den Ruhestand zurück, den er in Walnut Creek (Kalifornien) verbrachte.